# Романчук Лідія Яківна
Лідія Яківна Романчук (з дому — Ясень; псевдо.: «Орися»; 29 березня 1926, с. Дермань, нині Рівненського району Рівненської області — 25 березня 2018, м. Тернопіль) — українська літераторка, учасниця національно-визвольних змагань. Член Спілки політв'язнів України, Братства ОУН і УПА Подільського краю «Лисоня», «Союзу українок». Мати Лесі Романчук.

## Життєпис
У 1941—1942 навчалася на санітарних і читальних курсах у м. Острог (нині Рівненська область), вчителювала у родинному селі.
У 1941—1944 — зв'язкова і медична сестра в підпіллі ОУН та УПА. 1944 року заарештована, 1945 засуджена на 15 років виправно-трудових таборів (Ханіханжі) і 5 років поселення в Магаданській області (нині РФ); звільнена 1953.
Від 1963 — в м. Тернопіль, працювала економістом в обласному управлінні хлібопродуктів, Держстраху.

## Доробок
Авторка книг «Дорогою страждань» (1997, 2001), «Червоним плакала калина» (2004), публікацій у періодиці.

## Нагороди
Борець за незалежність України у XX столітті  на території Тернопільської міської територіальної громади.